# Hofele-Design
HOFELE-Design GmbH, fundada en 1983 en Donzdorf (distrito de Göppingen), Alemania, es una compañía de tuning de alto prestigio especializada en Mercedes-Benz y Maybach.
HOFELE-Design está reconocida por la SAE Internacional como fabricante de vehículos y ha sido galardonada con el código de identificación de fabricantes VIN para todo el mundo (WMI) por el Kraftfahrt-Bundesamt (KBA).

## Historia
| 1983      | Año de fundación de la empresa HOFELE-Design |
| 1987      | Reubicación en un edificio de oficinas más grande y un almacén de 1.20 m² en Donzdorf, Herrengartenstr. 6 |
| 1993      | HoOFELE-Design desarrolla productos innovadores para Volkswagen |
| 1995      | HOFELE-Design desarrolla y produce productos para Mazda Alemania |
| 1998      | HOFELE diseña y produje oficialmente para VW-VOLKSWAGEN WORKS, para la introducción en el mercado de NEW BEETLE, para el VW-Dealers europeo 4000 de los "Beetle pedal cars"                                                                  |
| 2000      | HOFELE-Design se muda a la nueva instalación de Hofele, con edificio de oficinas, producción, almacén y centro de desarrollo técnico. |
| 2002      | HOFELE-Design presenta en el Salón del Automóvil de Ginebra la primera idea de un "cuadro único": rejilla frontal para un Audi. Hofele-Design desarrolla una gama completa de productos accesorios para el nuevo Mercedes-Benz Smart Fortwo. |
| 2003-2007 | HOFELE-Design hace todos los diseños nuevos para de:Lorinser y desarrolla kits de carrocería y sistemas de escape deportivo para Lorinser Mercedes-Benz Tuner.                                                                               |
| 2007      | HOFELE-Design inicia las ventas de la gama de productos Hofele para los modelos Audi AG models. |
| 2018      | HOFELE-Design se convierte en socio oficial de Daimler AG en el campo de los vehículos convertidos de la marca Mercedes Benz. |

HOFELE-Design cuenta con más de 100 años de tradición familiar en el sector automotor y en el de técnica de aviación. La familia Hofele está relacionada con Mercedes-Benz desde 1915.

### La primera generación - Carl Hofele
Carl Hofele, abuelo de los actuales propietarios de la empresa, fue aprendiz en Carl Benz & Cie en Mannheim-Waldof en 1915. Carl Hofele se convirtió en uno de los pioneros de las construcciones de aviones y diseñó y construyó su primer planeador en 1928 con la cooperación de Wolf Hirth. Carl Hofele fundó el Fliegergruppe 1928 Donzdorf e.V., un antiguo club de aviación en Alemania, que tras más de 80 años todavía existe y que en la actualidad posee un aeropuerto en el monte Messelberg cerca de Donzdorf.

### La segunda generación - Bruno Hofele
En 1946, el hijo de Carl, Bruno Hofele, trabajó como ingeniero en Böhringer y participó en la construcción y producción del nuevo Unimog que luego fue adquirido por Daimler-Benz en 1951.
A partir de entonces, Bruno comenzó a desarrollar y fabricar productos innovadores como el Stauferland (caravanas y autocaravanas plegables y pequeñas), que se fueron desarrollando cada vez más, para equipar completamente a un Ford Transit Light Truck.
En 1977 Bruno HOFELE inventó el primer portaesquies (Ski Box) y fue galardonado con la patente oficial. Desde 1978, Hofele ha estado proporcionando estas (Ski Box) a Daimler-Benz.

### La tercera generación - Martin y Michael Hofele
Los hijos de Bruno, Martin y Michael, que estaban fascinados con los eventos deportivos, afinaban y reconstruían sus coches privados y los coches de amigos. En 1983, Martin comenzó el negocio HOFELE-Design en el doble garaje de su padre. Michael se unió al negocio más tarde en 1987 y se mudaron a un edificio y almacén más grande en Herrengartenstr 6, Donzdorf.
En 2000, HOFELE-Design GmbH adquirió una nueva instalación en Hermann-Schwarz-Str. 11, Donzdorf (a unos 1.4 km de la antigua oficina) donde los hermanos continúan diseñando y fabricando sus productos automotrices.
Desde 2018, HOFELE-Design es socio contractual oficial de Daimler AG en el campo de los vehículos convertidos (Tuning Partner) de la marca Mercedes-Benz.

## Operaciones
HOFELE-Design ofrece una gama de soluciones automotrices diseñadas para proporcionar a los clientes la capacidad de personalizar sus vehículos. Los clientes pueden pedir piezas directamente en la tienda en línea de Hofele o ponerse en contacto con el concesionario Hofele más cercano.
Conforme con el Partner Contract con Daimler, HOFELE-Design, modifica la gama completa de turismos Mercedes-Benz para las áreas de entrega de Europa, China, Medio Oriente, Rusia y otros mercados de exportación.

## Modelos HOFELE-Design

### Mercedes-Benz Maybach
- HOFELE basado en Mercedes-Benz Maybach, X222 Facelift

### Mercedes-Benz Clase S
- HOFELE basado en Mercedes-Benz Clase S, W / V 222 Facelift

### Mercedes-Benz Clase GLS
- HOFELE basado en Mercedes-Benz Clase GLS, X 166 Facelit

### Mercedes-Benz Clase G
- HOFELE basado en Mercedes-Benz Clase G, W 463 nuevo modelo 2018

### Mercedes-Benz Clase GLE
- HOFELE basado en Mercedes-Benz Clase GLE-Coupé-Class, C 292

### Mercedes-Benz Clase GLC
- HOFELE basado en Mercedes-Benz Clase GLC-Coupé-Class, C 253

### Mercedes-Benz Clase GLA
- HOFELE basado en Mercedes-Benz Clase GLA SUV, X 156

### Mercedes-Benz Clase CLS
- HOFELE basado en Mercedes-Benz Clase CLS C 257

### Clase E de Mercedes-Benz
- HOFELE basado en Mercedes-Benz E-Class, 2016-, W 2013

### Mercedes-Benz Clase C
- HOFELE basado en Mercedes-Benz Clase C 2018-, W 205

### Mercedes-Benz CLA-Class
- HOFELE basado en Mercedes-Benz CLA-Class C 117

### Mercedes-Benz Clase A
- HOFELE basado en Mercedes-Benz Clase A 2018-, W 177

## Archivos
HOFELE-Design es reconocido por SAE Internacional como fabricante de vehículos y ha sido galardonado con el Código de Identificación de Fabricantes a Nivel Mundial (WMI) por el Kraftfahrt-Bundesamt (KBA).
En 2010, European Motor Magazine Publisher otorgó a HOFELE-Design un premio "Sport Auto" con el "SR8" - Concept, basado en el Audi A8. En el mismo año, la Cámara de Comercio otorgó a HOFELE-Design para celebrar sus 25 años de excelencia en la exportación al mundo.